# XD (企業)
XD Inc.（2400.HK、「XD」と略称）は、中国のゲーム会社。黄一孟とパートナーによって2009年に設立された。
以前は中国で最も歴史のあるインターネット共有Webサイトの1つ、VeryCDである。同社は2019年、香港証券取引所に上場した。中国で知名度が高く、中国のインターネット企業トップ100の1つ。ゲーム製品の開発、運営、パブリッシングに携わり、製品には、ブラウザゲーム「盛世三国」、「神仙道」、「仙侠道」、モバイルゲーム「うらら〜ハンターライフ〜」、「デイリーポリン」、「ソーセージ マン」、「ラグナロク  マスターズ」などが含まれ、パブリッシングではDream Engine Gamesが開発した「Rotaeno」、現時点で公表された自社開発ゲームは「Flash Party」「T3アリーナ」「心动小镇」「Torchlight: Infinite」など。
運営するゲームプラットフォームであるTapTapは、製品スローガンとして「良いゲームを発見する」を使用し、手数料不要を堅持しているゲームコミュニティである。 Frost＆Sullivanのデータによると、2018年の月間アクティブユーザー数では、TapTapは中国最大のゲームコミュニティプラットフォームである。
同社は「職人の心、鸞翔鳳集  ゲーマーの情、感孚風動」というコンセプトを堅持し、プレイヤーに優れたゲームを提供するため自社開発にこだわり、同時に、TapTapの目標は、プレイヤーのクリーンなコミュニティを構築し、ゲーム開発者にサービスを提供することである。これにより、XDは垂直的属性と、プラットフォーム+製品を備えた唯一の国内ゲーム会社となった。

## 歴史

### 2010-2014ブラウザゲーム開発・運営時期
2003年、黄一孟と戴雲傑は、「インターネットを共有する」というビジョンのもと、P2Pリソース共有サイト「VeryCD」というビジネスプロジェクトを立ち上げた。 ユーザーは、「easyMule」を利用して映画や音楽、ゲームなど、それぞれのコンピュータ内のデジタルコンテンツをVeryCDやインターネットを通じて共有する。
2010年、インターネットの開発と規制により、ユーザー間でのP2P共有は、著作権、ユーザーエクスペリエンス、およびダウンロード速度の点で問題に直面した。 7歳のVeryCDは変革に直面しなければならず、ついに黄一孟は「XD」を設立することを決意し、正式にゲーム業界に参入した。 VeryCDの起業経験は、起業チームのインターネットおよびコミュニティ運営の経験の蓄積に貢献した。
2010年後半には、開発に半年を要したブラウザゲーム「天地英雄」をリリースした。初期段階は成功せず、その後、オンラインでの調整や最適化を繰り返した結果、データは改善され続け、最終的には月間売上高は3000万元を超え、その年のブラウザゲームではトップレベルの製品となった。 その後、XDは、Webとクライアントの相互運用が可能なMMORPG「盛世三国」や、同社初のパブリッシング代行ゲーム「神仙道」をリリースした。 その中、「神仙道」は、月間売上高が1億元を超えた初のブラウザゲームとなった。
2012年から2014年にかけて、XDは一連の落ち込みを経験した。 「开天辟地」などの作品が次々とリリースされたが、いずれも成功せず、チームは「いいゲームとは」をより深く理解することができた[iv]。

### 2014-2015モバイル市場での転移：職人の理解
2014年、XDは莫大なリソースを投入して「仙侠道」を開発し、ブラウザゲームからスマートフォンゲームへの転換という重責を背負い、リリース前にテンセントのチャンネル側の厳しい社内審査を通過したが、結果、市場の反応は理想的ではなく、会社は大きな打撃を受けた。 この後、XDは、チャンネル側のプレッシャーと優れたゲームを作ることの間には大きな矛盾があり、チャンネル側の過度な発言権は、製品の独立性やイノベーションを助長するものではないと反省するようになった。 その後、XDは、開発・運営・パブリッシングの統合戦略を試み始めた。
2015年、XDは「ラグナロクRO」のライセンスを取得し、「ラグナロク  マスターズ」のリリース時に「ゲーマーとして、職人の心を持って、誇り高い職人技でプレイヤーの報酬を誇らしげに稼ぐ」というコンセプトを発表し「ラグナロク  マスターズ」の開発理念に影響を与えただけでなく、XDの製品理念にも刻印された。
同年、XD初の自己開発IPスマートフォンゲーム「横扫千军」がリリースされた。 iOS版はXDが独自にリリースし、App Storeのトップセールスに掲載された。Android版はチャネル側と連合運営したが、「横扫千军」は長いライフサイクルを重視しており、短期的な利益を求めるチャンネルの要求と相反するため、チャンネルの評価は「B」に留まり、チャンネルからの宣伝やトラフィックとのマッチングを十分に受けらず、 チャンネルがトラフィックを強奪してゲーム自体の質を無視している現状が、XDをさらに独自の道を探そうとさせた。

### 2016年以降のTapTap時期
2016年4月、Android版のTapTapがリリースされた。 「連合運営なし、手数料不要」のビジネスモデルを貫くTapTapは、高品質のコンテンツを利用して、より多くのトラフィックを集め、コンテンツを軸として成長を推進している。XDのゲーム開発・パブリッシングに新たなコンセプトと突破口をもたらした。
2016年には、Android版「デイリーポリン」がTapTap限定でリリースされた。 また、XD初のIAPゲームとしてApp Store Editor's Pickを受賞したタイトルでもあり、XDがiOSで評判のパブリッシャーになるきっかけとなった。
2017年、XDがパブリッシャーとして「ICEY」がTapTap、iOS、Steamなどのプラットフォームでリリースされ、全プラットフォームで100万本以上の本数を突破した。その後、「Juicy Realm」、「Muse Dash」などの高評価ゲームをリリースした。
2018年、XDの「ソーセージ  マン」はリリース当初、順調ではなかったが、TapTapにより、同タイトルはより長いライフサイクルを獲得し、リリース後3年目にその商品価値が回復し、TapTapに多数の新規ユーザーをもたらし続けている。
2019年12月12日、XD Inc.（2400.HK）は香港に上場した。
2020年、XDは上場後初の「株主への手紙」を発表し、XDは長期的な価値のみを重視すべきだと明言した。

## XD Inc.の理念
2021年1月1日、ZhihuでTencent GamesとHuawei Game Centerの事件について、XD（02400.HK）のCEOである黄一孟は、XDはゲームコミュニティTapTapを運営しており、ゲーム開発者でもあるため、アプリストアチャネルとコンテンツメーカーの間の争奪戦を深く理解しているとコメントしている。 黄一孟は、プレイヤー層の拡大と成熟が進めば、質の高いゲームの需要はますます高くなると述べた。 同時に、ゲーム開発はまた、より多くの独自的創作のスペースと発言権が必要であり、チャネルの発言権は将来的に弱体化し、ゲーム業界は高品質化に進行している。
また、黄一孟は、コンテンツ第一位という一般的な傾向の下で、XDは大胆に投資する機会を掴み、すべての利益を製品コンテンツの開発に投入すると述べた。  「短期的な利益は決して私たちの目標ではありません。次の数年私たちの最重要課題は、すべての利益を製品開発に投入し、人材を取り入れ、市場を拡大する能力を持つことです。それでも利益が多すぎる場合、それは私たちがうまくいっていないことを意味するだけです。」